# RS Bútor
A magyar tulajdonú RS Bútor Reitter Sarok Bútordiszkont néven kezdte meg pályafutását a XIII. kerületben 1992-ben. Az évek során 2 nagy áruházzal és egy bútorstúdióval gazdagodott. A gazdasági válság éveiben az RS pozíciója még inkább megerősödött, köszönhetően a kedvező ár-érték arányú bútorkínálatának és a magyar emberek egyre inkább tudatos vásárlásának.

## Bútoráruházak
Az RS Bútor jelenleg 4 bútoráruházat üzemeltet Budapesten és Budaörsön.